# Glušci (Serbia)
Glušci (cyr. Глушци) – wieś w Serbii, w okręgu maczwańskim, w gminie Bogatić. W 2011 roku liczyła 1975 mieszkańców.